# Xystrocera antennata
Xystrocera antennata es una especie de escarabajo longicornio perteneciente al género Xystrocera, clasificada en la tribu Xystrocerini, de la subfamilia Cerambycinae.
Mide 6,5-10,5 mm de longitud. El período de actividad para los adultos se presenta en los meses de enero, febrero y marzo.

## Distribución
Se distribuye por la República Centroafricana.

## Taxonomía
Fue descrita por Adlbauer en 2011.
Etimología
antennata: epíteto que significa con antenas notables.